# ピアノ・ガイズ
ピアノ・ガイズ (The Piano Guys) は、ジョン・シュミット、スティーブン・シャープ・ネルソン、ポール・アンダーソン、アル・ファン・デル・ビークの4人から成るアメリカの演奏集団である。ピアノ・ガイズはピアノとチェロによる有名曲や古典曲の演奏をYouTubeに投稿することで人気を得た。シュミットとネルソンの音楽をポール（以前はテル）が編集する。ピアノ・ガイズは「ピアノ・ガイズ」(The Piano Guys)、「ピアノ・ガイズ2」(The Piano Guys 2)、「家族のクリスマス」(A Family Christmas)、「驚嘆」(Wonders)の4枚のアルバムを出した。それぞれがビルボードの新人アルバムと古典アルバム部門で1位を取った。ピアノ・ガイズの最新アルバムの「驚嘆」は2014年8月7日に発売された。

## 歴史
ポールはユタ州セントジョージにピアノ店を所有していた。ポールは間近に迫っている演奏会の為に店での練習を依頼するジョンと出会う。数か月後、ポールとテルは自分達が楽しむ為にジョンと共に映像を作り始めた。プロ演奏家のスティーブンとアルと共同演奏を始めるのに長い時間はかからなかった。5人が集まって本格的にピアノ・ガイズが始動した事で、YouTubeへの毎週の投稿が始まった。

### 成功
ピアノ・ガイズの作品の全てが75万回以上再生されており、幾つかの作品は2000万回以上再生されている。2014年10月には、ピアノ・ガイズの総再生回数は5億回を越え、300万人以上の視聴者がいた。2011年6月、ピアノ・ガイズは「マイケル、モーツァルトに出会う」でYouTubeの「好調」大会で「最も有望なチャンネル」を受賞した。

### Sonyとの契約
2012年9月、ピアノ・ガイズはSony Masterworksと契約した。この契約により、「ピアノ・ガイズ」、「ピアノ・ガイズ2」(2013年)、「驚嘆」(2014年)が世界中で発売された。

## 作品
ジョンがピアノを演奏し、スティーブンがチェロ(生、電子、炭素繊維、鉄)を演奏する。殆どの曲が共に混合された複数のAudio Trackで作られる。時折彼らは一度個々の演奏家の演奏の録音を重ねる事で印象を強める。

### ペポニ(Peponi)
アフリカを主題にすると決めた後、アレックス・ボエ(Alex Boyé)がコールドプレイのParadiseをスティーブンとジョンと共演した。共演映像では聖ジョージ市の近くの赤石山(Red Stone Mountain)の山頂にヘリコプターでピアノや人員を輸送した為、とても見栄えのする作品になった。2015年1月時点で約3300万回再生されている。

### ベートーベンの5つの秘密(Beethoven's 5 Secrets)
2012年、アメリカ遺産学院交響楽団(American Heritage Lyceum Philharmonic)(若者限定交響楽団)の指導者であるケイソン・ブラウンがベートーヴェンの交響曲第5番を基にした曲を持ってピアノ・ガイズに接触した。この交響楽団は「ベートーベンの秘密」をピアノ・ガイズとYouTubeで共演し、発表後2ヶ月で200万再生を記録した。この曲ではワンリパブリック(One Republic)がベートーヴェンの交響曲第5番を基に作った「秘密」をチェロと交響楽団でカバーしている。歌唱版ではYouTubeで人気のティファニー・アルヴォード(Tiffany Alvord)と共演している。2015年1月時点で約2900万回再生されている。

### チェロ戦争(Cello Wars)
この映像 はStar Warsの音楽の本歌取りである。2011年12月2日にYouTubeに投稿され、2015年1月時点で約2200万回再生されている。スティーブンは師匠ジェダイ(Jedi)とシス卿(Sith)を演じ、チェロで音楽対決をする。ジェダイとシスはチェロだけでなくフォース(Force)や ライトセーバー(Lightsaber)を用いて戦う。ダース・ベイダー(Darth Vader)(アルが演技)は登場後フォースの風(Force Wind)を創り、スター・ウォーズ エピソード4/新たなる希望のカンティーナ(Cantina)をアコーディオンで演奏する。チューバッカ(Chewbacca)(ポールが演技)も登場する。作品の最後ではダース・ベイダーとチューバッカが共に踊っている。
ジョン・ウィリアムズ(John Williams)の「Star Wars」の映画音楽は以下の順番で登場する。
- 「帝国行進曲」(スター・ウォーズ エピソード5/帝国の逆襲の主題歌)
- 「運命の戦い"(「Episode 1」より)
- 「フォースと共にあれ」
- 「Star Wars主題曲」
- 「Cantina Band」(「Episode 4」より)

### 月光(Moonlight)
この映像ではスティーブンが電気チェロの為にベートーヴェンの月光ソナタを基に編曲した「月光」と、交響曲第7番 (ベートーヴェン)の第2楽章の旋律を演奏する。2011年7月14日に投稿され、2015年1月時点で約1400万回再生されている。

### マイケル、モーツァルトと出会う(Michael Meets Mozart)
この映像ではジョンとスティーブンがヒップホップと西洋古典音楽を独自に合成し、様々な音響効果で演奏している。解説によると、全ての音響効果は映像に出て来る楽器(ピアノ、チェロ、ボイスパーカッション、バスドラム)のみで演奏した100以上のトラックで創られている。2011年5月17日に投稿され、2015年1月時点で約1900万回再生されている。西洋古典音楽家のモーツァルト(Wolfgang Amadeus Mozart)とマイケル・ジャクソン(Michael Joseph Jackson)への贈り物として作られた。

### チェロの歌(The Cello Song)
この映像はスティーブンがバッハ(Johann Sebastian Bach)の無伴奏チェロ組曲第1楽章(序章)を独自編曲したものである。原曲はチェロ1人で演奏するが、スティーブンは8人のチェロと独自素材を加えて演奏した。2011年6月14日にYouTubeに投稿され、2015年1月時点で約1600万回再生されている。解説では、誰もこの曲の正式名称を知らないので「チェロの歌」にしたと説明している。

### ラフマニノフに出会ったロック(Rock meets Rachmaninoff)
この映像ではジョンがセルゲイ・ラフマニノフ(Сергей Рахманинов)の前奏曲嬰ハ短調近代版を演奏している。2011年7月25日に投稿され、2015年1月時点で330万回再生されている。解説によると、ジョンは彼の息子が最初のバンドを始めYouTubeで曲を探しているのを見て作曲したとしている。YouTubeには2種類投稿されており、どちらもジョンがバンド(クリス・ウォーマー(Chris Wormer)、ジョエル・ステヴェネット(Joel Stevenett)、ジェイク・ボーウェン(Jake Bowen))と共演している。元の「Rockmaninoff」版では、全ての楽器の音量が良く調整されている。「Rock meets Rachmaninoff」版では、ピアノの音量が他の楽器より大きくなっている。映像では楽譜も見られる。楽譜では音量指定を「限り無く強く!」にしている。

### 功夫ピアノ:チェロの上昇(Kung Fu Piano: Cello Ascends)
この映像ではジョンとスティーブンが万里の長城の上で演奏している。2013年10月9日に投稿され、2015年1月時点で約990万回再生されている。

## ディスコグラフィー

### アルバム
| 年                                        | タイトル           | アルバム詳細                                                                              | チャート最高位 | チャート最高位 | チャート最高位 | チャート最高位 | チャート最高位 | 認定 |
| 年                                        | US                 | AUS                                                                                       | AUT            | CAN            | GER            | SWI            | UK             |      |
| ----------------------------------------- | ------------------ | ----------------------------------------------------------------------------------------- | -------------- | -------------- | -------------- | -------------- | -------------- | ---- |
| 2011                                      | Hits Volume 1      | - 発売日: 2011年12月1日 - レーベル: self-released - フォーマット: CD, digital download    | —              | —              | —              | —              | —              |      |
| 2012                                      | The Piano Guys     | - 発売日: 2012年10月2日 - レーベル: Sony Masterworks - フォーマット: CD, digital download | 44             | —              | 65             | —              | 51             |      |
| 2013                                      | The Piano Guys 2   | - 発売日: 2013年5月7日 - レーベル: Portrait - フォーマット: CD, digital download          | 38             | —              | —              | —              | 97             |      |
| 2013                                      | A Family Christmas | - 発売日: 2013年10月22日 - レーベル: Portrait - フォーマット: CD, digital download        | 20             | —              | —              | —              | —              |      |
| 2014                                      | Wonders            | - 発売日: 2014年10月7日 - レーベル: Portrait - フォーマット: CD, digital download         | 12             | 88             | —              | —              | 86             |      |
| 2016                                      | Uncharted          | - 発売日: 2016年10月28日 - レーベル: Portrait - フォーマット: CD, digital download        | 15             | —              | —              | 66             | —              |      |
| 2017                                      | Christmas Together | - 発売日: 2017年10月27日 - レーベル: Portrait - フォーマット: CD, digital download        | 27             | —              | —              | —              | —              |      |
| 2018                                      | LIMITLESS          | - 発売日：2018年11月21日 - フォーマット：CD                                               |                |                |                |                |                |      |
| "—"は未発売またはチャート圏外を意味する。 |                    |                                                                                           |                |                |                |                |                |      |

## 受賞歴
YouTube音楽賞
| Year | Category     | Work                | Result     |
| ---- | ------------ | ------------------- | ---------- |
| 2013 | その年の反映 | 「Titanium/Pavane」 | ノミネート |

## 参考資料
1. ↑  “Billboard New Age Albums Chart History: The Piano Guys”. Billboard. 2014年8月28日閲覧。
2. ↑  “Billboard Classical Albums Chart History: The Piano Guys”. Billboard. 2014年8月28日閲覧。
3. ↑  “Wonders - The Piano Guys”. iTunes. 2014年9月30日閲覧。
4. ↑  “The Piano Guys - What's our Story?”. 2011年12月17日時点のオリジナルよりアーカイブ。2011年12月11日閲覧。
5. ↑  ThePianoGuys - YouTubeチャンネル
6. ↑  “Introducing ThePianoGuys, your June On The Rise winner”. YouTube Official Blog. 2014年8月27日閲覧。
7. ↑  “The Piano Guys success spreads worldwide: Debut album, overseas appearances, US tour”. St George News (2013年3月22日). 2014年8月28日閲覧。
8. ↑  “Web hit Piano Guys sign with Sony”. USA Today (2012年9月5日). 2014年8月28日閲覧。
9. ↑  Coldplay - Paradise (Peponi) African Style (Piano/Cello Cover) - The Piano Guys ft. Alex Boyé - YouTube
10. ↑  “Lyceum Philharmonic to Perform with The Piano Guys for PBS Broadcast” (PDF). American Heritage (2012年9月14日). 2015年1月26日閲覧。
11. ↑  Beethoven's 5 Secrets - OneRepublic (Cello/Orchestral Cover) - The Piano Guys - YouTube
12. ↑  Cello Wars (Star Wars Parody) Lightsaber Duel - Steven Sharp Nelson - YouTube
13. ↑  Steven Sharp Nelson - Moonlight - Electric Cello (Inspired by Beethoven) - YouTube
14. ↑  Jon Schmidt - Michael Meets Mozart - 1 Piano, 2 Guys, 100 Cello Tracks - feat. Steven Sharp Nelson - YouTube
15. ↑  Steven Sharp Nelson - The Cello Song - Bach is back (with 7 more cellos) The Piano Guys - YouTube
16. ↑  Jon Schmidt - Rock meets Rachmaninoff - Piano Remix (BAND MIX link in description) - YouTube
17. ↑  Kung Fu Piano: Cello Ascends - The Piano Guys - YouTube
18. ↑  “The Piano Guys – Chart History: Billboard 200”. Billboard. October 23, 2014]閲覧。 エラー: 閲覧日が正しく記入されていません。
19. ↑  Ryan, Gavin (2014年10月18日). “Triple J Has Australia's Number One Album”.   Noise11. 2014年10月20日閲覧。
20. ↑  “Discographie The Piano Guys” (German). Ö3 Austria Top 40.   Hung Medien. 2014年10月17日閲覧。
21. ↑  “The Piano Guys – Chart History: Canadian Albums”. Billboard. 2017年1月27日閲覧。
22. ↑  “Discographie The Piano Guys” (German). GfK Entertainment.   Hung Medien. 2014年10月17日閲覧。
23. ↑  “Discography The Piano Guys”. Swiss Hitparade.   Hung Medien. 2014年10月16日閲覧。
24. ↑  “PIANO GUYS Albums”. Official Charts Company. 2014年10月23日閲覧。
25. ↑  “A mix of internet sensations and heavy hitters took home awards.”.   USA Today (2013年11月4日). 2015年1月26日閲覧。